# El Milia (distrito)
El Milia é um distrito localizado na província de Jijel, Argélia, e cuja capital é a cidade de mesmo nome, El Milia. A população total do distrito era de 86 762 habitantes, em 2008.

## Comunas
O distrito é composto por duas comunas:
- El Milia
- Ouled Yahia Khedrouche